# Verdrag van Aranjuez (1801)
Het Verdrag van Aranjuez werd afgesloten op 21 maart 1801 tussen Frankrijk en Spanje. Het bevestigde de voorwaarden gesteld in het Verdrag van San Ildefonso (1800). Daarin droeg Spanje onder meer het gebied Louisiana over aan Frankrijk.
De hertog van Parma, Ferdinand van het huis Bourbon, kwam overeen het hertogdom Parma en Piacenza (met Piacenza en Guastalla) over te geven aan Frankrijk. Ferdinands zoon Lodewijk verkreeg het groothertogdom Toscane, dat het koninkrijk Etrurië werd. Ferdinand III, de Habsburgse groothertog van Toscane werd vergoed met de geseculariseerde eigendommen van het aartsbisdom Salzburg.
- Schneid, Frederick, C. Napoleon's Conquest of Europe: The War of the Third Coalition. Praeger/Greenwood, pp. 220. ISBN 0275980960.
- Panzac, Daniel, Translated by Victoria Hobson (2004). The Barbary Corsairs: The End of a Legend, 1800-1820. Brill Academic Publishers. ISBN 9004125949.

- (es)  Coleccion completa de los tratados, convenciones, capitulaciones, armisticios y otros actos diplomáticos: 1795-1806 Tratado concluido de 21 marzo de 1801, pp.243-245
- (en) Timelines
- (en) The Duchy of Parma-Piacenza, 1748-1802

1. ↑  Zie voorafgaand vredesverdrag tussen Ferdinand en Frankrijk bij Verdrag van Parijs (november 1796).